# Seleção Peruana de Voleibol Feminino
A seleção peruana de voleibol feminino é uma equipe sul-americana composta pelas melhores jogadoras do Peru neste esporte. É mantida pela Federação Peruana de Voleibol (em espanhol: Federación Peruana de Voleibol). Encontra-se na 27ª posição do ranking mundial da Federação Internacional de Voleibol em sua categoria principal, segundo os dados da última atualização, datada em 21 de outubro de 2018.
Formaram uma equipe fortíssima durante os anos 1970 e 1980, quando marcaram grande hegemonia no Campeonato Sul-Americano de Voleibol Feminino, nos quais apenas em 1981 não conquistaram o ouro.
Seus melhores resultados foram as medalhas de prata no Campeonato Mundial de 1982 e nas Olimpíadas de 1988, além do bronze no Mundial de 1986.
O Peru é, ao lado do Brasil, um dos únicos dois países a obterem títulos no Campeonato Sul-Americano em sua principal categoria feminina, tendo obtido doze ao todo, tendo o último sido vencido em 1993. As brasileiras são as suas maiores rivais continentais, tendo nas seleções de Colômbia, Argentina e Venezuela potenciais rivalidades.
As mais recentes conquistas do selecionado peruano foram a medalha de prata, nos Jogos Bolivarianos de Santa Marta-2017, e a medalha de bronze, nos Jogos Sul-Americanos de Cochabamba-2018.
No que se refere às categorias base, a equipe juvenil conquistou a medalha de bronze nos Jogos Olímpicos da Juventude de 2010, a medalha de prata no Campeonato Mundial Sub-20 de 1981 e a medalha de ouro na Copa Pan-Americana Sub-20 de 2011. Também possui quatro títulos no Campeonato Sul-Americano Sub-20. Por sua vez, a equipe infanto-juvenil conquistou o título da Copa Pan-Americana Sub-18 de 2019, além de possuir três títulos no Campeonato Sul-Americano Sub-18. Atualmente, e no que tange as estas categorias, as peruanas possuem uma crescente rivalidade com a equipe caribenha da República Dominicana.

## História

### O início
O voleibol surgiu no Peru em 1911, graças a Joseph Lockey e Joseph McKnight, dois professores norte-americanos que lideraram o programa de reformas em instituições educacionais locais. Durante muito tempo, o novo esporte no país foi praticado apenas como hobby, e somente em 1942 a Federação Peruana de Voleibol foi formada. Essa foi, no mesmo ano, uma das fundadoras da Confederação Sul-Americana de Voleibol (a CSV) e, em 1955, ingressou na FIVB.
A estreia do selecionado peruano no cenário internacional de competições oficiais, aconteceu em 1951, no Rio de Janeiro, durante a edição inaugural do campeonato continental deste esporte. Na oportunidade, as peruanas derrotaram a Argentina e perderam para as equipes do Brasil e do Uruguai, conquistando assim a medalha de bronze. O mesmo resultado foi obtido na seguinte edição do mesmo torneio, em 1956. Seguidamente, nos campeonatos sul-americanos de 1958, 1961 e 1962, tornou-se medalhista de prata. Em 1960, a equipe nacional do Peru participou pela primeira vez do Campeonato Mundial, então realizado no Brasil, finalizando na sétima colocação entre dez participantes.
O Peru conquistou seu primeiro título sul-americano em 1964, mas o valor da vitória foi um pouco desvalorizado devido à ausência das campeões vigentes, as brasileiras. Foi apenas em 1967, que as peruanas derrotaram as suas principais rivais pela primeira vez em uma disputa pelo título do continente.

### 1965 – 1981: a Era de Akira Kato
Em 1965, a equipe peruana passou a ser treinada pelo técnico japonês Akira Kato, o qual fundou uma escola para treinar jovens jogadoras em Lima. Sob a sua liderança, as peruanas adquiriram as melhores qualidades do voleibol asiático, como habilidade, velocidade e tenacidade na defesa, que, juntamente com os pontos fortes do voleibol local (tais como o bom físico, a flexibilidade e a destreza), criaram um estilo particular que se tornou a base dos anos de glória do Peru.
O trabalho de Kato deu os primeiros frutos no Campeonato Sul-Americano de 1967, realizado no Brasil. Na oportunidade, a equipe peruana venceu todos os seus rivais, incluindo pela primeira vez a equipe anfitriã (por 3 sets a 1), garantindo o seu segundo título continental. Essa vitória marcou o início da hegemonia peruana a nível sul-americano, que durou aproximadamente três décadas. No período de 1967 a 1993, as peruanas venceram o sul-americano em onze oportunidades, perdendo apenas três vezes para o selecionado brasileiro (em 1969, 1981 e 1991), conquistando 72 vitórias e sofrendo apenas 4 derrotas.
A equipe feminina peruana fez a sua estreia nas Olimpíadas nos Jogos da Cidade do México-1968, finalizando a competição com o quarto lugar. Este mesmo resultado foi repetido durante a primeira Copa do Mundo deste esporte, realizada no Uruguai em 1973, na qual se destacou Lucha Fuentes. Na sua segunda participação olímpica, em Montreal-1976, caiu consideravelmente em relação ao seu primeiro ano, finalizando a disputa na sétima posição. Nos Jogos Olímpicos de Moscou-1980, as peruanas ficaram com o sexto lugar.
No início da década de 1980, uma nova geração começou a ser iniciada na equipe peruana. As jogadoras da década anterior começaram a aproximar-se de uma idade crítica para o esporte, e isso levou a uma diminuição nos resultados do selecionado como um todo. A nível sul-americano, as peruanas começaram a oscilar em 1981, após cinco títulos consecutivos no Campeonato Sul-Americano, quando perdeu o título para o Brasil. A partir daí, as jovens jogadoras começaram a envolver-se cada vez mais, muitas dos quais trouxeram os melhores resultados do país até os dias atuais. Foi tal geração que conquistou a prata no Campeonato Mundial Sub-20, em 1981.

### 1982 – 1988: Man Bok Park e o sucesso internacional
Em 1982, Akira Kato morreu em Lima. O técnico sul-coreano Man Bok Park, que trabalhou como assistente do Kato na década de 1970, foi nomeado o novo técnico do Peru. No mesmo ano, as peruanas alcançaram o seu melhor resultado no Campeonato Mundial no qual, sendo a sede do torneio, conquistaram a medalha de prata. Neste mesmo campeonato o Peru passou de maneira invicta pela primeira fase, vencendo por 3 sets a 0 as equipes do Canadá, da Indonésia e da Nigéria. Na segunda fase, derrotou a Bulgária, o Brasil e o Japão, mas foi derrotada pela Coreia do Sul. Ainda assim garantiram-se nas semifinais, na qual derrotaram os Estados Unidos, mas foram derrotadas pela China na disputa pelo ouro.
A equipe do Peru ficou com o quarto lugar nos Jogos Olímpicos de Los Angeles-1984, perdendo os jogos decisivos para os Estados Unidos nas semifinais e, posteriormente, ante o Japão na disputa do bronze. Dois anos depois, no Campeonato Mundial sediado na então Checoslováquia, a seleção do Peru voltou a ser medalhista, após chegarem às semifinais, onde foram derrotadas pela equipe chinesa, conquistando o bronze com a vitória sobre a seleção da extinta Alemanha Oriental.
Foi nos Jogos Olímpicos de Seul-1988 que as peruanas tiveram a maior conquista de sua história neste esporte. Nas semifinais, as peruanas enfrentaram as japonesas e foram mais fortes que as suas rivais, vencendo-as por 3 sets a 2. A partida decisiva entre o Peru e a União Soviética, que ocorreu em 29 de setembro, tornou-se um marco do voleibol mundial. Nos dois primeiros sets, as peruanas foram mais fortes e lideraram por 2 a 0. O terceiro set foi inicialmente ditado pelas sul-americanas, mas quando o placar chegou a 12-6 a seu favor, a partida mudou de rumo. As soviéticas venceram o terceiro set por 15 a 13 e o quarto (por 15 a 7). No tie break, o avanço decisivo foi melhor para a equipe soviética , que levou o ouro olímpico após vencerem o último set por 17 a 15. O prêmio da melhor jogadora do torneio olímpico de vôlei foi a peruana Cecília Tait. Além dessa, estiveram presentes Cenaida Uribe, Gabriela Pérez del Solar, Gina Torrealva, Rosa García e Natalia Málaga.

### 1990 – 2000: o início da queda
Logo após a olimpíada de 1988, o nível técnico da seleção peruana começou a ter uma queda gradativa, mesmo que pouco alarmante em um primeiro momento. No Campeonato Mundial da China, em 1990, as peruanas obtiveram o sexto lugar, considerada então uma posição desconfortável, principalmente ao comparar-se com os resultados obtidos poucos anos antes.
No ano de 1991, o Peru perdeu a final sul-americana para o Brasil, e em novembro do mesmo ano não conseguir obter a classificação para os Jogos Olímpicos de Barcelona-1992. Em 1993, as peruanas conquistaram o seu último título continental e, após essa competição, o nível técnico do selecionado começou a apresentar uma brusca queda. Man Bok Park retirou-se do comando da seleção, assim como muitas jogadoras também seguiram o caminho similar. Desde 1995, o selecionado feminino do Brasil mantém uma sequência de conquistas, enquanto as buscam obter a medalha de prata nas melhores ocasiões. No Campeonato Mundial de 1994 e nos Jogos Olímpicos de Atlanta-1996, as peruanas não conseguiram uma única vitória. No período entre 1995 e 1996, Jorge Sato trabalhou como treinador da equipe nacional, e entre 1997-1998, foi Luis Oviedo Bonilla.
Após a campanha no Campeonato Sul-Americano de 1999, no qual as peruanas obtiveram a terceira posição geral, sendo este o pior resultado nos campeonatos continentais para o país desde 1956, Park voltou a ser chamado à liderança da seleção, mas não trouxe os resultados esperados. As peruanas ocuparam apenas o décimo lugar entre as doze seleções da Copa do Mundo, e nos Jogos Olímpicos de Sydney-2000 perderam as cinco partidas que disputaram.

### 2000 – 2010: o período de crise
Sob o comando de Víctor Manyari, em 2011 a Federação Peruana de Voleibol negou-se a convocar eleições e formalizar legalmente o seu estatuto, assim como exigia a Lei do Esporte. Sob tais circunstâncias, as Ligas Distritais do Peru reuniram-se e nomearam novos membros para a FPV, que passou a ser liderada pela ex-atleta vice-campeã mundial Carmen Pimentel. No entanto, a FIVB, seguindo as recomendações do presidente da CSV, o peruano Luis Moreno Gonzales, não reconheceu a legitimidade dos novos dirigentes e o país acabou sendo sancionado. Com isso, o Peru ficou impossibilitado de participar em competições internacionais até o ano de 2003, quando conquistou a medalha de bronze no Campeonato Sul-Americano.
O trabalho de desenvolvimento do voleibol peruano foi reiniciado, de maneira gradativa. Em 2005, o Peru retornou a figurar como a segunda melhor seleção da América do Sul. As peruanas se fizeram presentes no Campeonato Mundial de 2006, no qual só ganhou do Egito, embora tivesse feito bons jogos diante de equipes como Sérvia, Turquia e Cuba. Em 2007, a seleção infanto-juvenil voltou a disputar um Campeonato Mundial Sub-18 depois de quatorze anos. Nos Jogos Pan-Americanos Rio de Janeiro-2007, o selecionado peruano chegou às semifinais e terminou na quarta colocação. O Peru, entretanto, foi superado no ano seguinte pela jovem equipe da Venezuela, quando disputava com esta uma vaga para os Jogos Olímpicos de Pequim-2008.

### Anos 2010: história recente
Em 2009, o sul-coreano Cheol Yong Kim assumiu a seleção adulta, ao lado do seu compatriota e ex-técnico do Peru, Man Bok Park, como chefe de direção técnica. No campeonato continental do mesmo ano, as peruanas voltaram a figurar na terceira posição, perdendo para as argentinas, umas de suas principais rivais desde 1994. Na Copa Pan-Americana de 2010, o Peru terminou com a medalha de prata, garantindo assim sua classificação para o Grand Prix de 2011. No Campeonato Mundial de 2010, classificou-se para a segunda fase, após obter vitórias sobre a Argélia e a Costa Rica, mas finalizou a competição na décima quinta posição geral.
Em fevereiro de 2011, o técnico sul-coreano deixou o comando do Peru, alegando motivos familiares, tendo sido substituído pelo italiano Luca Cristofani. Esse foi o primeiro técnico da escola europeia a comandar a seleção peruana. No entanto, os resultados não foram satisfatórios, incluindo a oitava posição na Copa Pan-Americana, além de ter vencido apenas um set no Grand Prix, ante as alemãs. Entretanto, neste mesmo ano a seleção juvenil conquistou o título da Copa Pan-Americana Sub-20 em sua primeira edição.
Sob o comando de Natalia Málaga, em 2012, o Peru voltou a conquistar um Campeonato Sul-Americano Sub-18 com uma vitória ante o Brasil na decisão, encerrando assim um jejum que durou 32 anos. Esse êxito foi obtido por uma geração que foi considerada a melhor dos últimos tempos, com destaques para jogadoras como Ángela Leyva, Rosa Valiente e Maguilaura Frias. Em 2013, as peruanas conseguiram o quarto lugar no Mundial da mesma categoria, no qual Ángela Leyva acabou sendo premiada como a melhor atacante da competição.
A seleção principal não conseguiu classificação para as Olimpíadas de Londres-2012 e Rio-2016, nem para os Campeonatos Mundiais de 2014 e 2018. Em cinco edições do Campeonato Sul-Americano, sendo estas de 2009 a 2017, o Peru obteve a prata em uma oportunidade e o bronze nas demais. As peruanas têm, na atualidade, a concorrência não apenas das argentinas, como também das ascendentes colombianas. Em competições como a Copa Pan-Americana e a Challenger Cup, o melhor resultado foi o quarto lugar em 2017 e 2018, respectivamente.
Em 2019, sob o comando de Natália Málaga, o Peru conquistou mais um título nas categorias de base, após bateram Porto Rico na final da Copa Pan-America Sub-18 de 2019. No que tange à seleção adulta, esse ano teve saldo negativo, considerando que o país foi sede das quatro competições que participaram. Finalizaram em sétimo na Copa Pan-Americana, em quinto na Challenger Cup, em sexto nos Jogos Pan-Americanos, mas conquistaram o bronze no Campeonato Sul-Americano.

## Títulos e campanhas de destaque

### Equipe principal
| Organizador | Competição               | Medalha de ouro | Medalha de prata | Medalha de bronze | Total |
| COI         | Jogos Olímpicos          | 0               | 1                | 0                 | 1     |
| FIVB        | Campeonato Mundial       | 0               | 1                | 1                 | 2     |
| FIVB        | World Top Four           | 0               | 0                | 1                 | 1     |
| ODEPA       | Jogos Pan-Americanos     | 0               | 5                | 3                 | 8     |
| CSV         | Campeonato Sul-Americano | 12              | 11               | 9                 | 32    |
| UPV         | Copa Pan-Americana       | 0               | 1                | 0                 | 1     |
| UPV         | Copa Final Four          | 0               | 1                | 0                 | 1     |
| ODESUL      | Jogos Sul-Americanos     | 2               | 0                | 2                 | 4     |
| ODEBO       | Jogos Bolivarianos       | 11              | 1                | 0                 | 12    |

### Categorias de base
| Organizador  | Competição                      | Medalha de ouro | Medalha de prata | Medalha de bronze | Total |
| COI          | Jogos Olímpicos da Juventude    | 0               | 0                | 1                 | 1     |
| FIVB         | Campeonato Mundial Sub-20       | 0               | 1                | 0                 | 1     |
| CSV          | Campeonato Sul-Americano Sub-23 | 0               | 0                | 2                 | 2     |
| CSV          | Campeonato Sul-Americano Sub-20 | 4               | 9                | 7                 | 20    |
| CSV          | Campeonato Sul-Americano Sub-18 | 3               | 9                | 7                 | 19    |
| CSV          | Campeonato Sul-Americano Sub-16 | 1               | 3                | 1                 | 5     |
| CSV          | Campeonato Sul-Americano Sub-14 | 1               | 0                | 0                 | 1     |
| UPV          | Copa Pan-Americana Sub-23       | 0               | 1                | 0                 | 1     |
| UPV          | Copa Pan-Americana Sub-20       | 1               | 0                | 1                 | 2     |
| UPV          | Copa Pan-Americana Sub-18       | 1               | 0                | 0                 | 1     |
| PanAm Sports | Jogos Pan-Americanos Júnior     | 0               | 1                | 0                 | 1     |

## Atletas

### Nomes históricos
Dentre as atletas notáveis deste desporto no Peru, destacam-se:
| - Natália Málaga - Rosa García - Leyla Chihúan - Elena Keldibekova - Irma Cordero | - Luisa Fuentes - Esperanza "Pilancho" Jiménez - Mercedes Gonzáles - Norma Velarde - Ana Cecilia Carrillo | - Raquel Chumpitaz - Denisse Fajardo - Aurora Heredia - Silvia León - Carmen Pimentel | - Cecilia Tait - Gina Torrealva - Cenaida Uribe - Sonia Heredia - Gabriela Pérez del Solar | - Luisa Cervera - Miriam Gallardo - Sonia Ayaucán - Margarita Delgado - Paola Paz Soldan |

### Hallda Fama do Voleibol
As seguintes jogadoras entraram para o Hall da Fama do Voleibol:
- Cecilia Tait (introduzida como jogadora em 2005)
- Gabriela Pérez del Solar (introduzida como jogadora em 2010)

### Equipe atual
As atletas listadas abaixo foram convocadas para a disputa do Challenger Cup de 2019, do qual o Peru foi a sede. O selecionado peruano passou por uma reformulação, em um comparativo com sua escalação para o Challenger Cup de 2018.
- Treinador:  Francisco Hervás Tirada.
- Assistente técnico:  Jose Antonio Caceres Pawlikowski.[34]

## Rankings
Atuais posicionamentos do selecionado feminino peruano seguem-se abaixo:
- Adultos (outubro de 2018): 27º, com 27 pontos;[2]
- Sub-20 (janeiro de 2019): 13º, com 34 pontos;[35]
- Sub-18 (janeiro de 2019): 10º, com 41 pontos.[36]